# عبد الشهيد الستراوي
عبد الشهيد بن مهدي الستراوي هو عالم دين شيعي بحريني. ولد عام 1957. هاجر إلى الكويت بعد إتمامه دراسته الثانوية عام 1976 للدراسة في حوزة الرسول الأعظم. ثم هاجر إلى مدينة قم إيرانية سنة 1980 لمواصلة دراسته الدينية. وفي عام 1991 هاجر إلى دمشق لمواصلة الدراسة والتدريس في الحوزة العلمية الزينبية. وعاد سنة 1994 إلى وطنه البحرين ولا يزال مستقراً فيها.

## وكالاته
هو الوكيل ومدير ممثلية المرجع صادق الحسيني الشيرازي. كما كان وكيل شقيقه المرجع محمد الحسيني الشيرازي. كما أن لديه وكالة من المرجع علي السيستاني.

## مؤلفاته
- معالم على طريق الإيمان
- الثقافة الإسلامية آفاق وتطلعات
- البعد العقائدي في شخصية المسلم
- ظاهرة العنف الأسباب والحلول
- كيف تربح الوقت
- القرآن نهج حضارة
- المجتمع بين الفكر والممارسة
- الإمام الحسين في ضمير الأديان
- شهر رمضان بناء الفرد والمجتمع
- معالم على طريق الحوار
- الإمام المهدي ومسؤوليتنا في عصر الغيبة
- الزهراء في سماء المجد
- رحلة الإنسان إلى عالم الخلود
- المعاد
- الصلاة ميقات القرب وطريق الفلاح

## وصلات خارجية
- الموقع الرسمي لعبد الشهيد الستراوي